# Neillia rubiflora
Neillia rubiflora là loài thực vật có hoa trong họ Hoa hồng. Loài này được D. Don mô tả khoa học đầu tiên năm 1825.